# Michel Sardaby
Michel Sardaby (Fort-de-France, 4 de septiembre de 1935 - París, 6 de diciembre de 2023) fue un pianista de jazz francés.

## Antecedentes y carrera
Nació en Fort-de-France, Martinica y se trasladó a París, donde en marzo de 1967 fue uno de los pianistas, siendo los otros Joe "Stride" Turner, Errol Parker, Claude Bolling, Stuart de Silva y Aaron Bridgers. acompañado en algunos temas por el bajista John Lamb, entre otros, quien grabó la sesión de 90 minutos conocida como Tape for Billy, dedicada a Billy Strayhorn, quien se encontraba en el hospital. Duke Ellington, también en París, supervisó personalmente la grabación, aunque no actuó él mismo, y quiso utilizar las ganancias de su venta para crear una beca Billy Strayhorn en París,  similar a la de Juilliard en Nueva York. 
El primer álbum de Sardaby, Five Cat`s Blues, fue grabado en octubre de 1967 en París con 5 composiciones creadas por el pianista. En 1970, dirigió un trío formado por Percy Heath y Connie Kay para su segundo álbum, Night Cap . Una grabación de Nueva York de 1972 lo muestra liderando una formación compuesta por Richard Davis, Billy Cobham y Ray Barretto (Sound Hills Records 1997). Su álbum, Gail (1974), ganó el Premio Boris Vian de 1976. 
Para su álbum de 1989, Going Places, estuvo acompañado por Rufus Reid y Marvin "Smitty" Smith, y en 1993 grabó con su quinteto, formado por Ralph Moore, Louis Smith, Peter Washington y Tony Reedus.
Murió en París el 6 de diciembre de 2023, a la edad de 88 años 

## Discografía

### Como líder o colíder
- 1969  Five Cat`s Blues (President)
- 1970: Night Cap (Sound Hills)
- 1970: Blue Sunset
- 1972: Michel Sardaby in New York (Sound Hills)
- 1975: Gail (Disques Debs)
- 1985  Caribbean Duet Michel Sardaby and Monty Alexander (Harmonic Records)
- 1990: Going Places (Mantra)
- 1990: Night Blossom (DIW Records)
- 1990: In New York (Disques Debs)
- 1990: Con Alma (Mantra)
- 1993: Straight On (Sound Hills)
- 1997: Classics and Ballads (Sound Hills)
- 1997: Intense Moment (Sound Hills)
- 2003: Karen (Sound Hills)
- 2004  At Home (Sound Hills)
- 2014: Night in Paris (Sound Hills)

### ConT-Bone Walker
- Good Feelin' (Polydor, 1969)